# Ніколя Дженсон
Ніколя Дженсон (фр. Nicolas Jenson) — венеціанський гравер, шрифтовий дизайнер французького походження, винахідник римського накреслення набірних шрифтів. Ніколя Дженсон був прикладом для наслідування граверів 19 ст, коли Вільям Морріс відзначив красу та естетичність його шрифта.

## Біографія
Дженсон працював майстром французького королівського монетного двору. У 1458 році король Карл VII Звитяжний посилає його в Майнц, де навчається друкарській справі у самого Гутенберга. Через політичну нестабільність у Майнці у 1461 році переїхав у Венецію, де заснував друкарню, що випустила близько 150 видань.
Найвідоміші свої шрифти Дженсон створив уже в похилому віці римське накреслення 1470 р, грецький шрифт 1471 р, та готичний — 1473 р.

### Надруковані книги
- Твори. Юлій Цезарь, Венеція, 1471
- Житіє відомих людей (лат. De viris illustribus), Венеція, 1474
- Природнича історія. Пліній, Венеція, 1476
- Біблія, Венеція, 1479[9]

## Вплив на графічний дизайн
Шрифт Дженсена мав вплив на роботи Вільяма Морріса (Золотий шрифт англ. Golden Type) та шрифт Довз (англ. Doves type).
Його оцифрований шрифт досі широко використовують під назвою Adobe Jenson.
Багато сучасних шрифтів, що носять ім'я Дженсон не схожі на його оригінальні роботи. Натомість шрифт Centaur Брюса Роджера дуже схожий на роботи Ніколя Дженсона.

## Галерея

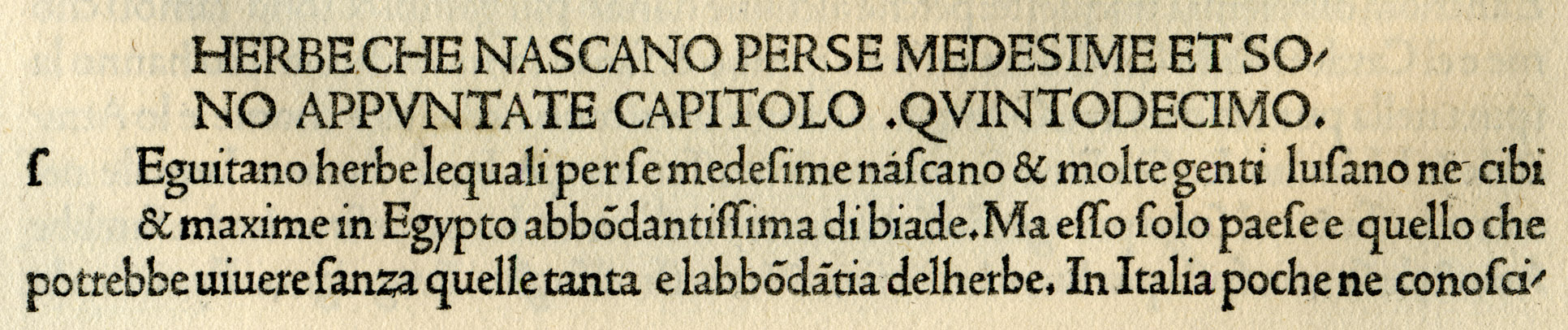
Шрифт з Природничої історії Плінія, 1476
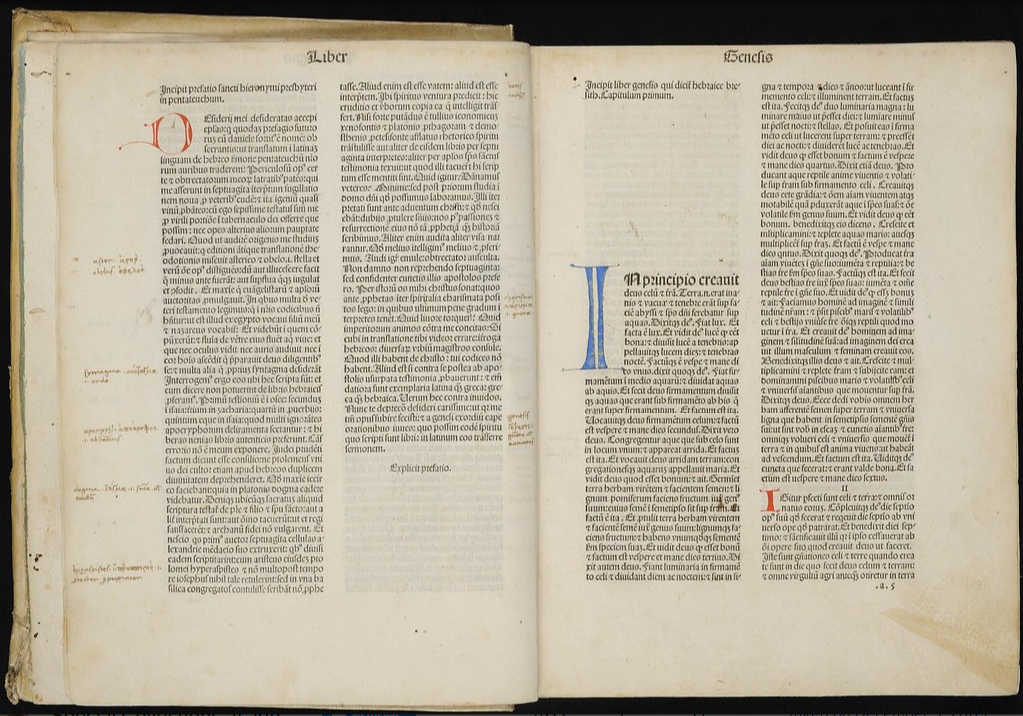
Біблія, 1479
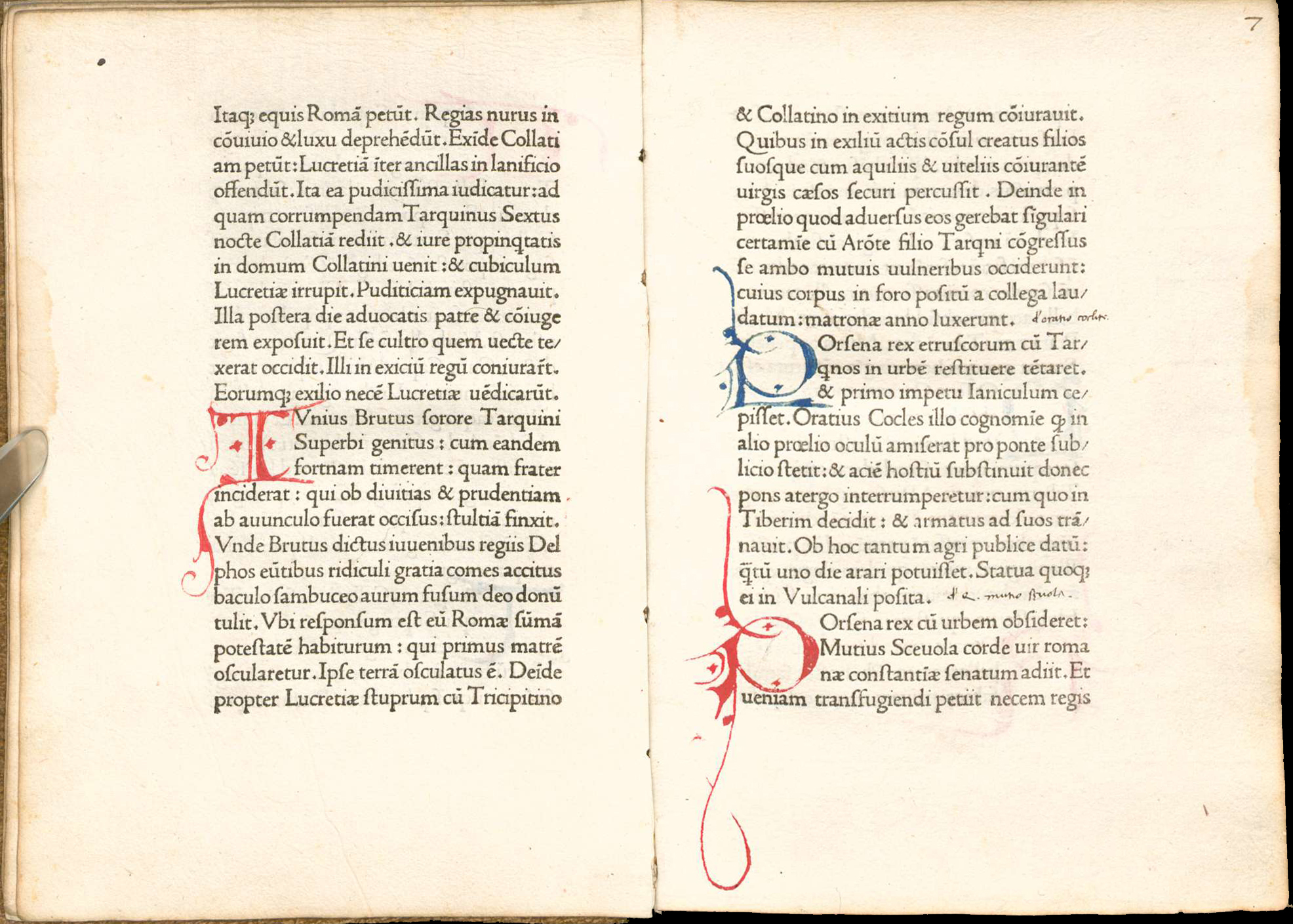
Житіє відомих людей, 1474